# Sarah Kirkegaard
Sarah Kirkegaard (* 1977) ist eine deutsche Filmproduzentin und Drehbuchautorin.

## Leben
Sarah Kirkegaard studierte von 1996 bis 1999 Philosophie an der University of Cambridge mit dem Masterabschluss und anschließend Literatur- und Medienwissenschaften in Köln. 2007 kam sie zur Moovie GmbH nach Berlin als Dramaturgin, seit 2015 ist sie dort als Produzentin tätig. 2018 wurde sie Geschäftsführerin der Moovie.

## Filmografie (Auswahl)
- 2008: Gott schützt die Liebenden (als Drehbuchautorin)
- 2012: Die Löwin
- 2013: Das Adlon. Eine Familiensaga
- 2013: Der Wagner-Clan. Eine Familiengeschichte
- 2014: Das Zeugenhaus
- 2016: Schweigeminute
- 2016: Das Sacher
- 2017: In Zeiten des abnehmenden Lichts
- 2018: Parfum (Miniserie)
- 2019: Der Club der singenden Metzger
- 2020: Das Unwort
- 2021: Die Heimsuchung
- 2021: Eldorado KaDeWe – Jetzt ist unsere Zeit (Miniserie)